# Augustin Vince (orvos)
Augustin Vince, Augusztin (Budapest, Józsefváros, 1909. június 9. – Budapest, 1965. október 20.) orvos, belgyógyász, radiológus.

## Családja
Augustin Béla (1877–1954) gyógyszerész, botanikus és Javorik Alice (1884–1945) gyógyszerész fia. Első felesége Bernárdt Mária (1919. feb. 17. – 1940. feb. 14.), akivel 1939. április 2-án kötött házasságot Budapesten. Második felesége Venczel Katalin tanítónő, Venczel Barna telepvezető gazdatiszt leánya. Fia: Augustin Béla (szül. Budapest, 1940. jan. 25.).

## Tanulmányai
A Pázmány Péter Tudományegyetem hallgatója volt, ahol 1933-ban kapott általános orvosi oklevelet. Később szakorvosi szakvizsgát tett belgyógyászatból (1936), radiológiából (1939), fertőző betegségekből szakorvosi vizsgát tett (1950). 1959-ben az orvostudományok kandidátusa lett.

## Életútja
1933 és 1936 között mint gyakornok dolgozott a Pázmány Péter Tudományegyetem Belgyógyászati Klinikáján, 1936–37-ben belföldi kutatói ösztöndíjas, majd 1936 és 1942 egyetemi tanársegéd volt és egyúttal vezette a klinika egyik röntgenosztályát is. Ezután 1942 és 1944 között a Fővárosi Szeretetotthonok Kórháza és az Alsóerdősori Kórház Röntgenosztályának volt az osztályvezető főorvosa, egyidejűleg 1940-től 1944-ig a MABI belgyógyászati rendelésén mint helyettes osztályvezető főorvos dolgozott. A második világháborút követően 1946-tól 1948-ig a Magyar Vöröskereszt budapesti Alkotás utcai Kórházának, valamint az Országos Rendőrkórháznak volt radiológus főorvosa. 1948 és 1965 között mint a budapesti László Kórház Röntgenosztályának osztályvezető főorvosa tevékenykedett.
Munkássága kiterjedt a fertőző betegségek radiológiai elváltozásainak vizsgálatára és a gyermekradiológiára. Az elsők között vizsgálta Magyarországon az agydaganatok gyomorelváltozásait, illetve a neurogén reflexes tüdőelváltozásokat. A vírusos tüdőfolyamok radiológiai feltárása területén elért eredményei nemzetközi viszonylatban is jelentősek. A pertussis röntgenelváltozásait szintén az elsők között vizsgálta a világon a László Kórház négyezer betegén, úgy, hogy betegségek szerint különítette el a kórházi helyiségeket és eszerint alkalmazta a célszerű vizsgálati megoldásokat. A csecsemőkön és kisgyermekeken végzett röntgenvizsgálatok metodikájában több újítást is bevezetett.

## Főbb művei
- A gyomorbetegek alkata. Fauszt Imrével. (Orvosi Hetilap, 1934)
- Alkattani vizsgálatok cukorbajos betegeken. Fauszt Imrével. (Orvosi Hetilap, 1936)
- A vérnyomás változása évszakok szerint. (Magyar Orvosi Archivum, 1937)
- Adatok a belbetegségek örökléséhez. Erődi Frigyessel. (Orvosképzés, 1939)
- A mellékvese röntgenvizsgálata. (Magyar Röntgenközlöny, 1939)
- Röntgenologia. (Klinikai therapia. Budapest, 1940)
- Adatok az idiopathiás spontán légmell klinikájához és röntgenológiájához. Scholtz Andrással. (Orvostudományi Közlemények, 1942)
- Röntgen diagnosztika. Irsy Józseffel. (Klinikai diagnosztika. Szerk. Müller Vilmos. Budapest, 1942)
- Gyomorvizsgálatok agybetegségekben. (Orvostudományi Közlemények, 1943)
- A vérképzés összefüggése a gyomor állapotával az öregkorban. Bugár-Mészáros Károllyal. (Orvosi Hetilap, 1948)
- Mellkasvizsgálatok poliomyelitisben. (Magyar Radiológia, 1951)
- Az interstitialis és mediastinalis emphysema röntgenképe. – A pertussis-tüdő röntgenelváltozásainak késői sorsa. (Magyar Radiologia, 1954)
- A gyermekgyógyászati röntgenvizsgálatok módszertana. (Gyermekgyógyászat, 1954)
- A „kanyaró-tüdő” és a kanyarós tüdőszövődmények röntgenképe és jelentősége. Kandidátusi értekezés. (Budapest, 1959).